# Erik Bergstrand (fysiker)
Erik Östen Bergstrand, född 3 juli 1904 i Uppsala, död 28 april 1987 i Linköping, var en svensk geofysiker och geodet. 
Bergstrand blev filosofie kandidat 1935 samt filosofie licentiat 1950 och filosofie doktor samma år. Han blev extra ordinarie statsgeodet vid Rikets allmänna kartverk 1941, ordinarie statsgeodet 1946 och observator där 1956. Han deltog i en solförmörkelseexpedition till Afrika 1947. Han var konstruktör av geodimetern, ett mätinstrument för avstånd baserat på ljusets hastighet. Ljushastigheten hade 1949 bestämts med en noggrannhet som lämpade sig för avståndsmätningar inom geodesi och lantmäteri. Geodimetern produktifierades av AGA. Namnet är en sammandragning av geodetisk distansmätare. Ett avstånd av 35 kilometer kunde med geodimeter på tre kvällar mätas med mätfelet 7 centimeter. Före 1950 tog samma mätning flera månader med vinkelinstrument och mätfelet 35 centimeter.
Bergstrand tilldelades Rossbypriset 1970. 
Han var son till professor Östen Bergstrand och hans hustru Anna, född Ericsson. Han var från 1938 gift med folkskollärarinnan Lisa Torpson (född 1899), dotter till seminarierektorn Nils Torpson.